# Panaci
Panaci is een Roemeense gemeente in het district Suceava.
Panaci telt 2290 inwoners.